# Neues Rathaus (Hannover)

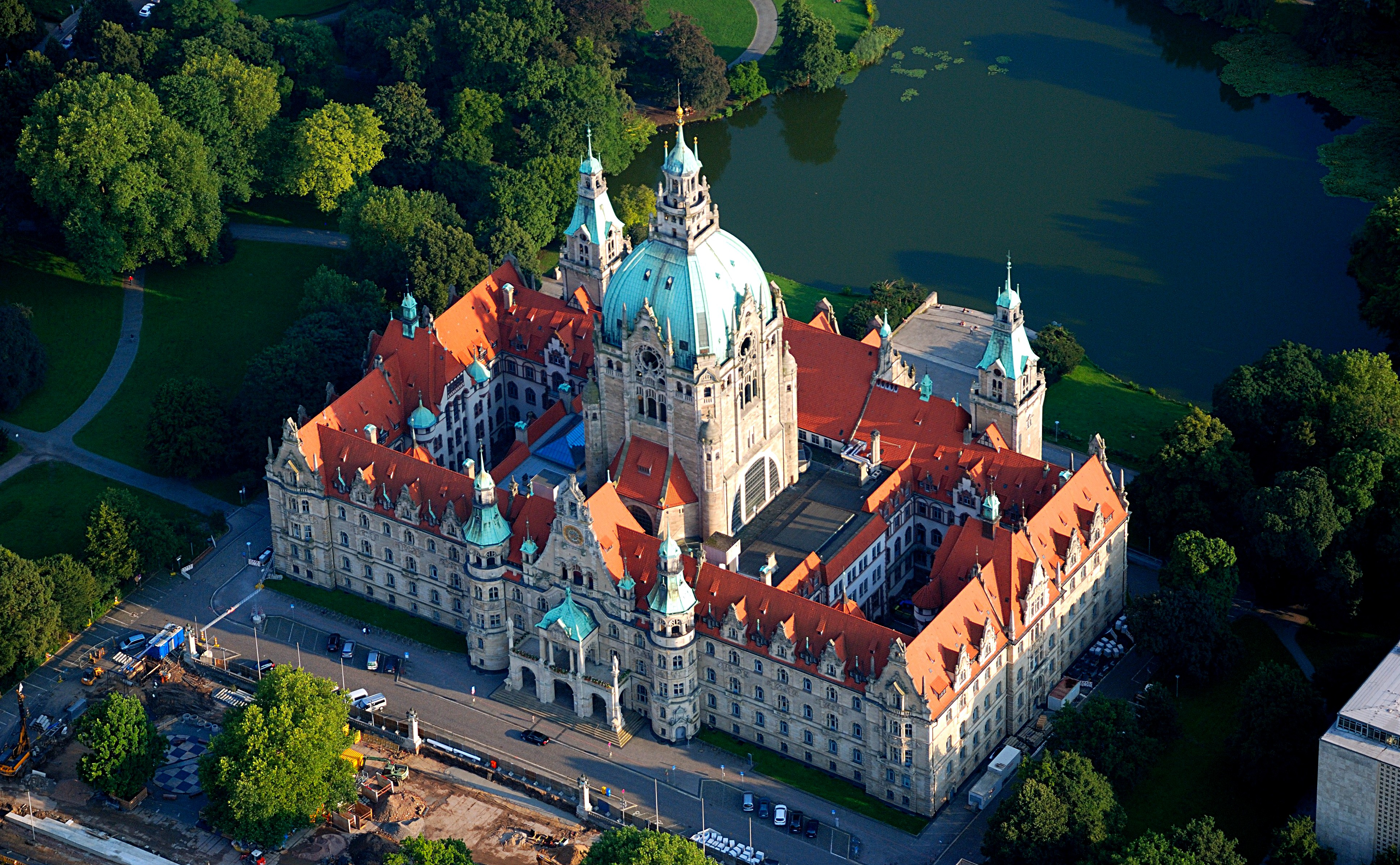
Luftbild

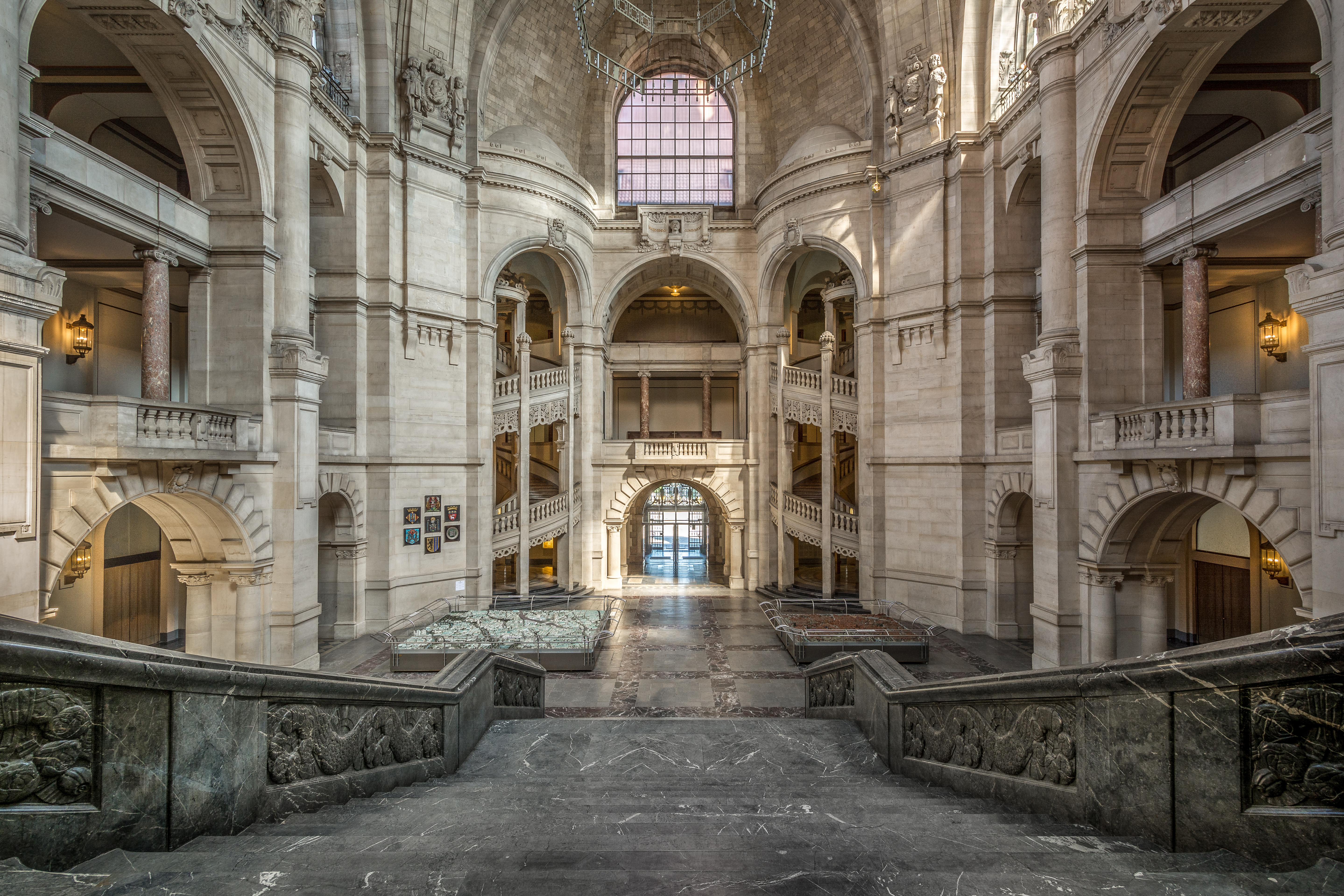
Innenansicht

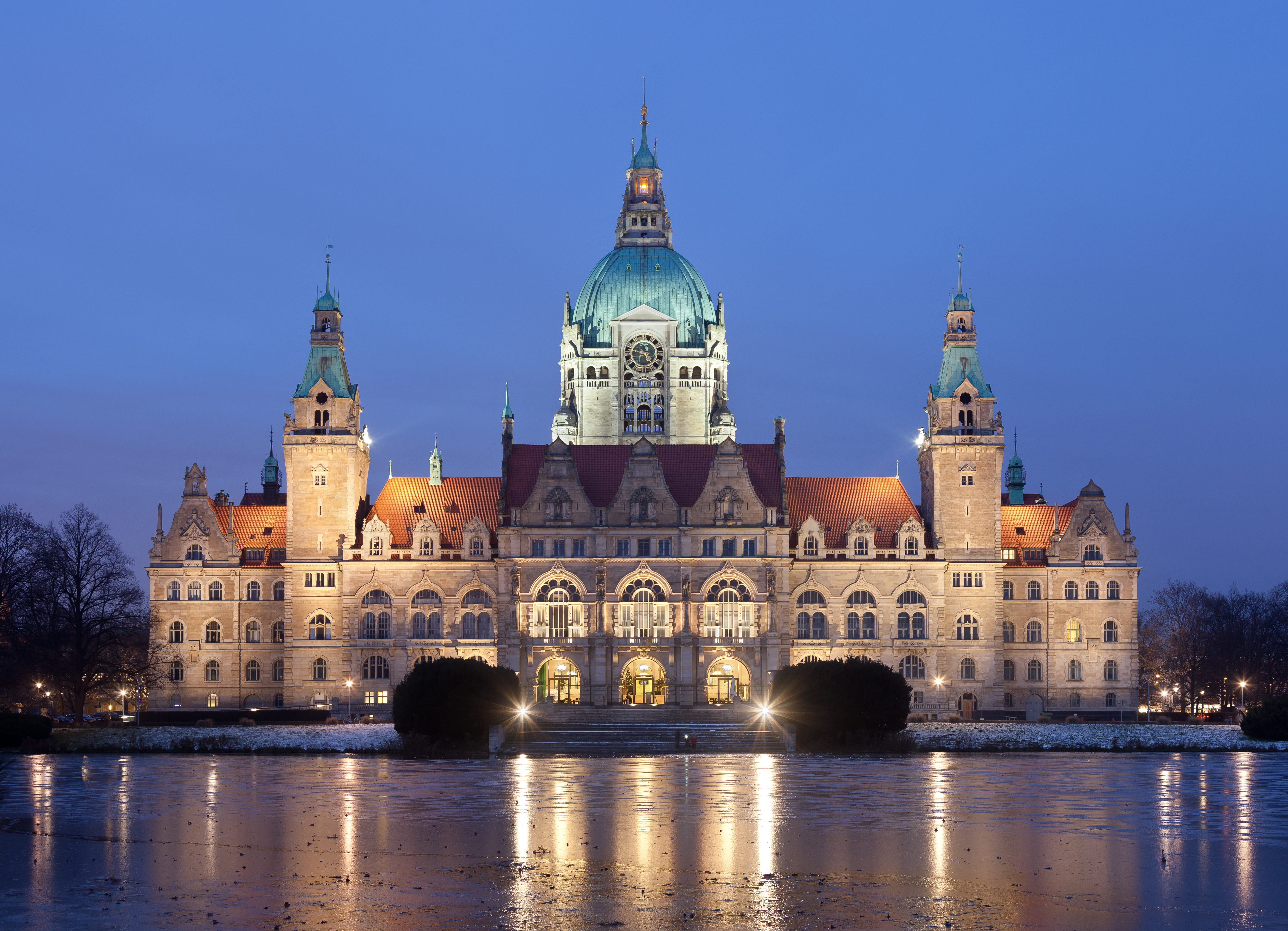
Rückseite am Abend

Das Neue Rathaus in Hannover ist das Rathaus der niedersächsischen Landeshauptstadt und Hauptsitz der hannoverschen Stadtverwaltung unter ihrem Oberbürgermeister. Das wilhelminische Bauwerk wurde von 1901 bis 1913 im Stil der Neorenaissance errichtet.
Das Neue Rathaus ist eingebettet in den zehn Hektar großen Maschpark am Südrand der Innenstadt, außerhalb des historischen Stadtkerns von Hannover. Der Platz vor dem nach Nordnordost weisenden Nordflügel heißt seit September 2024 Platz der Menschenrechte, davor Trammplatz. Er ist eigens im Zusammenhang mit dem Rathausbau angelegt worden und erhielt seinen Namen nach dem damaligen Stadtdirektor Heinrich Tramm. Die Südseite des Gebäudes ist dem Maschteich zugewandt.

## Geschichte
Das erste Rathaus der Stadt war das heutige Alte Rathaus, dessen Gebäude ab 1230 entstanden. 1863 verließ die Stadtverwaltung das Alte Rathaus und zog in das nahe gelegene Wangenheimpalais um.
Während der Ausdehnung der Stadt durch die Industrialisierung, insbesondere seit der Gründerzeit, wuchs auch die verstreut untergebrachte Verwaltung der Stadt Hannover an, so dass Ende des 19. Jahrhunderts der Neubau eines größeren Rathauses notwendig wurde. Treibende Kraft hierfür war der seit 1891 amtierende Stadtdirektor Heinrich Tramm, unter dem der Bau „zum Höhepunkt bürgerlicher Selbstdarstellung“ geraten sollte. Anfänglich war als Standort die nördlich der Altstadt liegende Goseriede im Gespräch. Der schließlich durchgesetzte Standort am damaligen südlichen Innenstadtrand berücksichtigte die zeitgleich ins Auge gefasste Stadterweiterung nach Süden („Südstadt“), verbunden mit einem nach dorthin reichenden „Rathauspark (Maschpark) als Mittelpunkt neuer öffentlicher Bauten“.
Das Rathaus mit einer Höhe von 97,73 Metern, einer Länge von etwa 129 Metern und einer Breite von rund 67 Metern wurde nach Plänen des Architekten Hermann Eggert auf 6026 Buchenpfählen errichtet. Die Haupthalle des Rathauses hat eine Länge von 30 Metern, eine Breite von 21 Metern und eine Höhe von über 30 Metern. Das Baumaterial, Hartsandstein, kam aus Mehler Steinbrüchen.
Der Auftrag zum Bau des Gebäudes wurde dem Unternehmer Max Küster erteilt, der wenige Jahre zuvor 1897 in das Bürgervorsteher-Kollegium gewählt worden war und damit selber in jenem Gremium saß, das über die Auftragsvergabe zu entscheiden hatte.
Während der Bauarbeiten wurde der Architekt Eggert aufgrund von Differenzen um die Gestaltung des Rathausinneren abgelöst. Der Innenausbau wurde dann überwiegend von Gustav Halmhuber durchgeführt, der Elemente des Jugendstils einbrachte.
Unter den zahlreichen am Bau beteiligten Künstlern war die Bildhauerin Elsbeth Rommel die einzige Frau, die bezahlte Werke realisieren konnte.
Für die malerische Ausgestaltung beauftragte Stadtdirektor Heinrich Tramm den Schweizer Maler Ferdinand Hodler. Sein Monumentalgemälde Einmütigkeit von 1913 hat sich in dem ursprünglich als gemeinsamer Sitzungssaal des Magistrat und der Bürgervorsteher genutzten Raum trotz seinerzeit starker Anfeindungen bis heute als „Hodler-Saal“ erhalten. Der beinahe spiegelgleiche Saal auf der Westseite wurde im Krieg zerstört.

Ballon-Aufnahme von „Dr. med. Riedel“, Ansichtskarte Nr. K 32, F. Astholz jun., um 1912
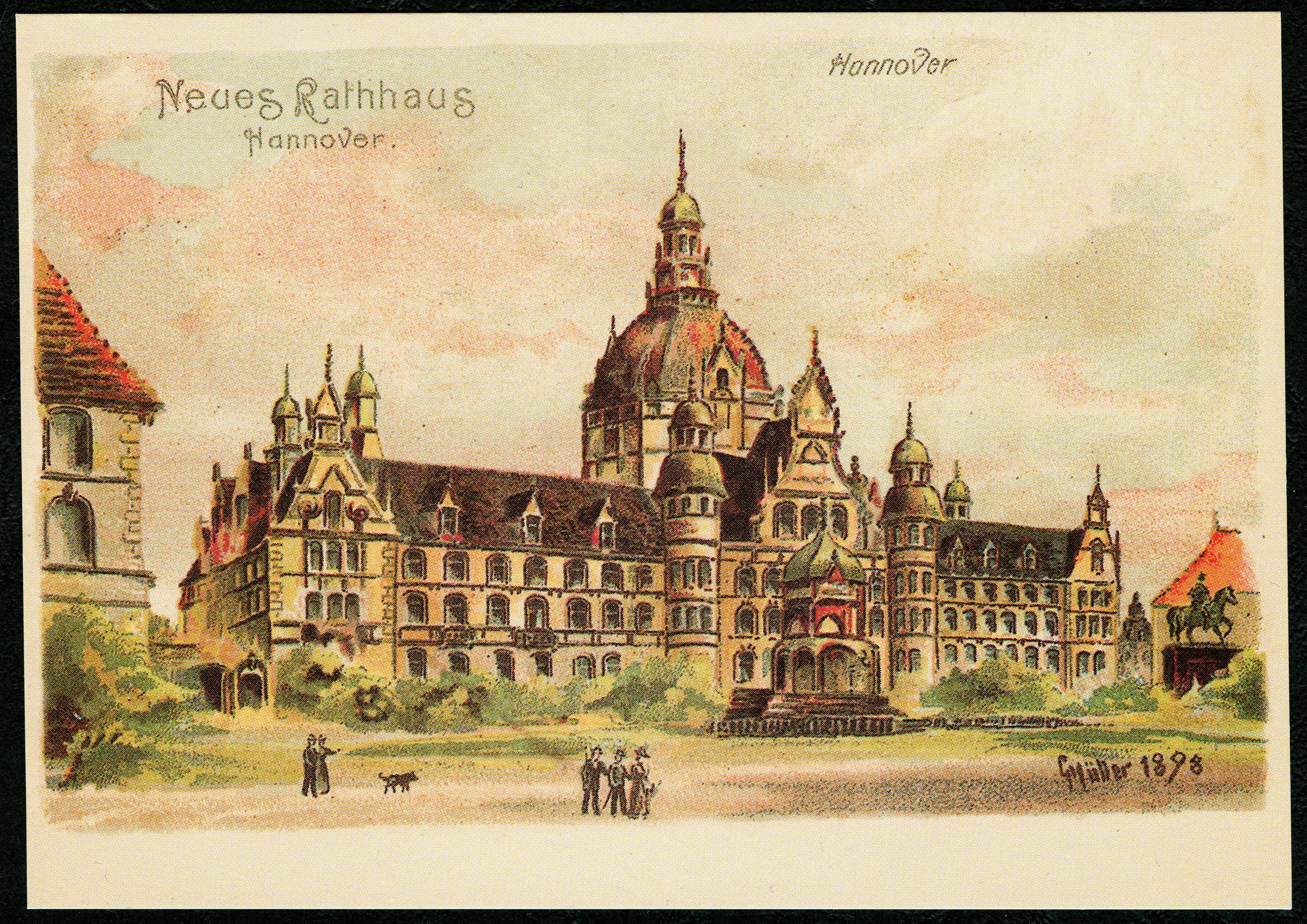
Farbige Lithografie von 1898 mit einer Projektion Neues Rathaus
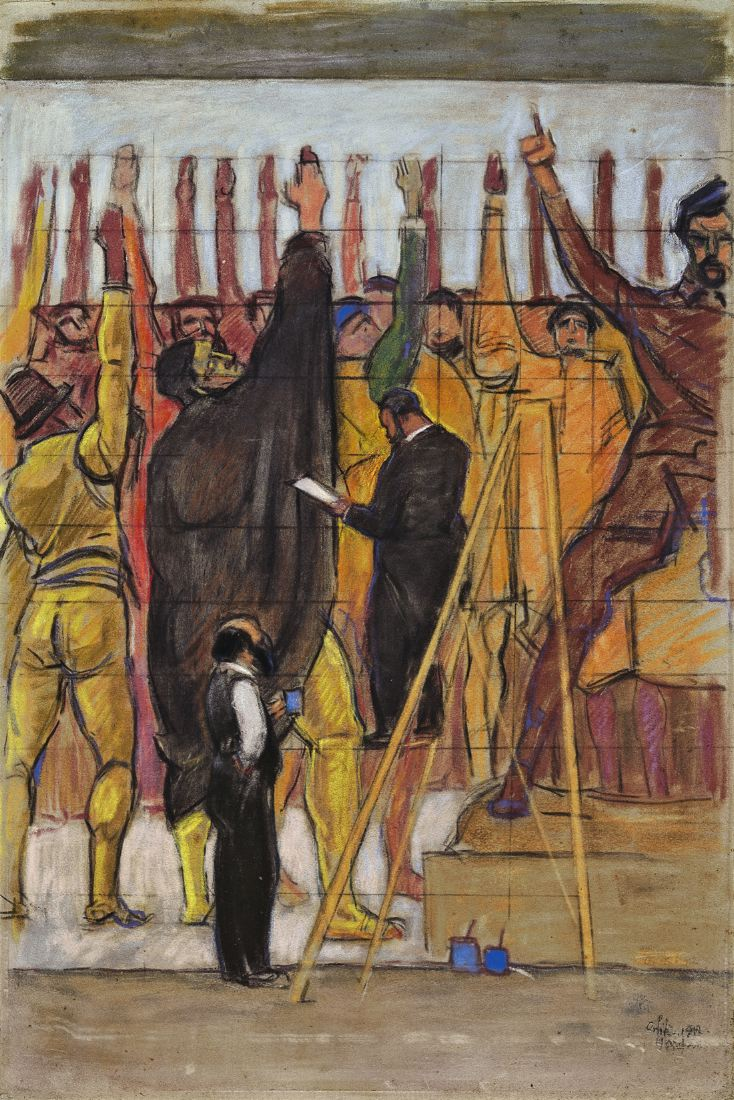
Ferdinand Hodler beim Malen der Hannoveraner; Pastellbild von Emil Orlik, 1913
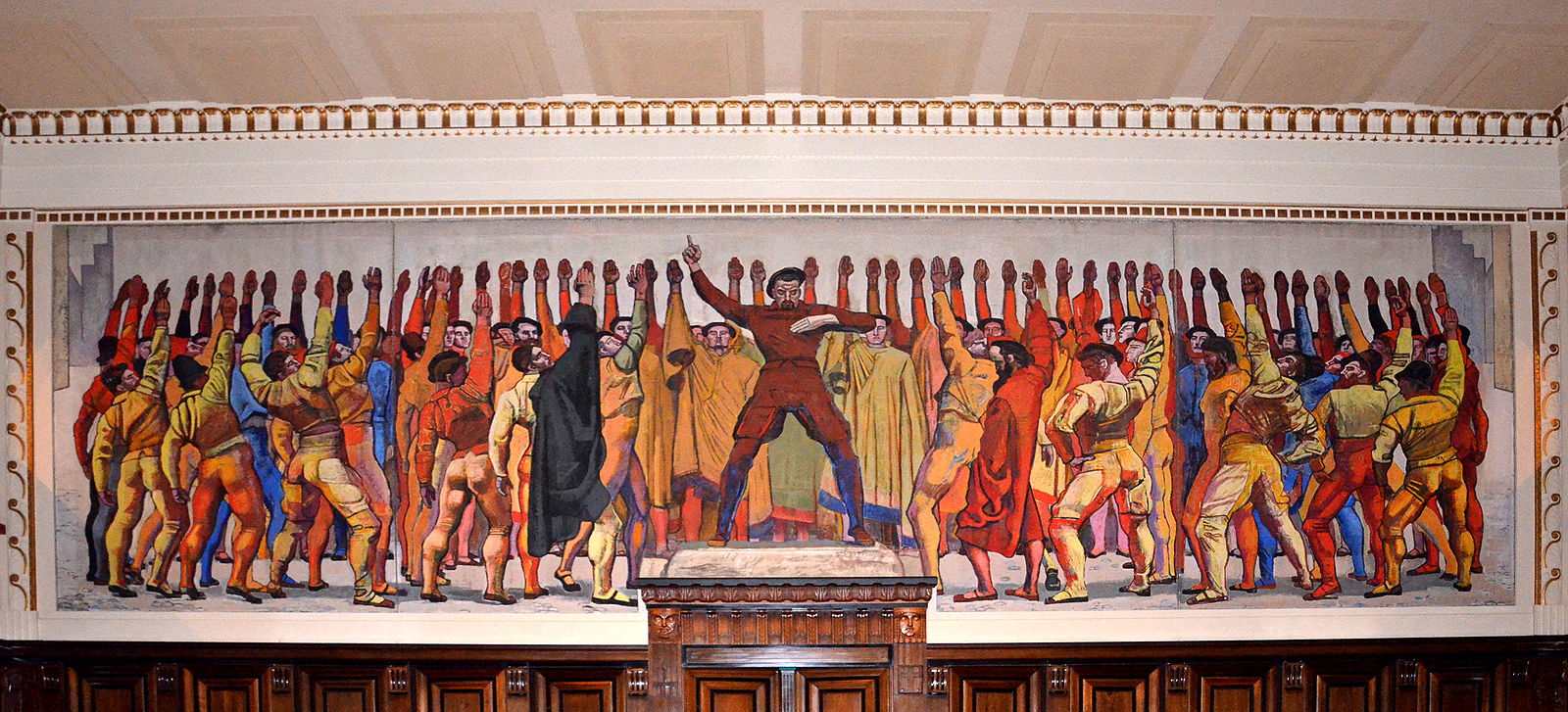
„Einmütigkeit“: Dietrich Arnsborg auf erhöhtem Podest lässt die Bürger 1533 auf die Lehre der Reformation schwören; Gemälde von Ferdinand Hodler im Auftrag von Heinrich Tramm, 1913, „Hodler-Saal“
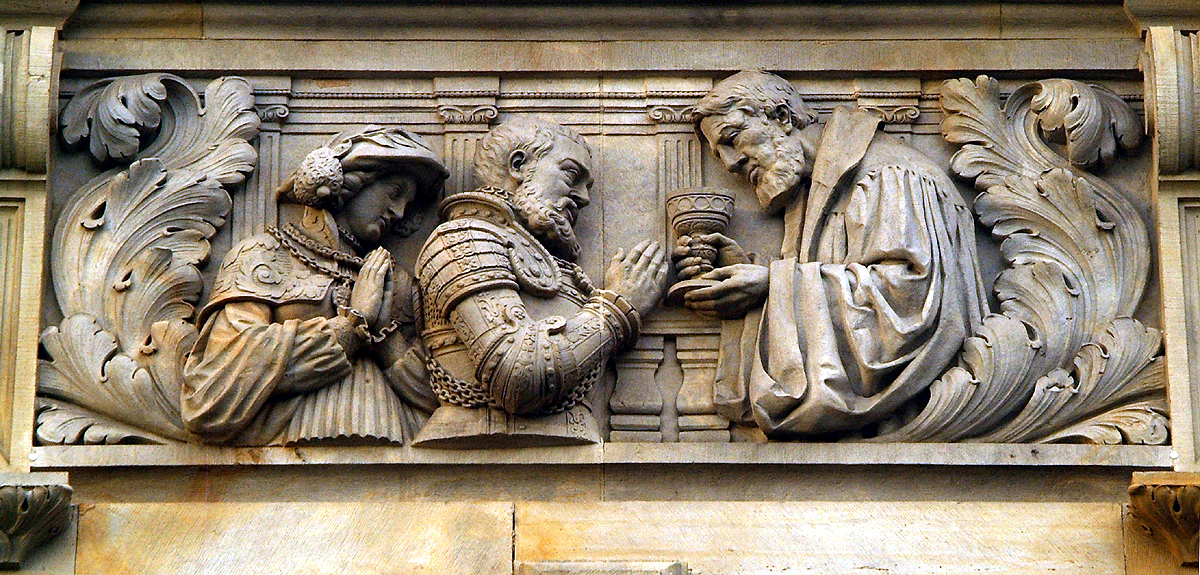
„Autoritär versus autonom?“ Herzog Ernst der Bekenner beim protestantischen Abendmahl im Jahr 1525; Relief im Geschichtsfries am Neuen Rathaus, Bildhauer Peter Schumacher

Anders als das 1913 entstandene Gemälde Hodlers, das die Basisdemokratie hervorhebt, betont das etwa zur gleichen Zeit entstandene sogenannte Geschichtsfries an der zum Platz der Menschenrechte ausgerichteten Fassade das eher autokratische, mitbestimmungsfeindliche Verständnis von städtischer Autonomie: Nicht die Bürger von 1533, sondern der sich „bereits 1525 aus primär fiskalischen Gründen der Reformation anschließende Lüneburger Herzog Ernst, [der] mit der stadthannoverschen Bürgerreformation […] nichts zu tun hatte“, wurde in dem Bildrelief ganz rechts am Rathaus durch den Bildhauer Peter Schumacher verewigt. Im Geschichtsfries fällt rechts des Mittelrisalits ein nicht fertiggestelltes Brüstungsfeld auf, das nur bossiert wurde und angeblich Kaiser Wilhelm II. darstellen sollte.
Im Mosaiksaal, dem ehemaligen Grünen oder Handwerkersaal, findet sich in der schwarzen Marmorvertäfelung ein dreiteiliges Mosaikbild (Triptychon) eines Handwerker-Triumphzuges im Jugendstil, in der Mitte untertitelt Handwerk hat goldenen Boden, links mit der Signatur der Werkstatt Rauecker nach einem Entwurf von Julius Diez.

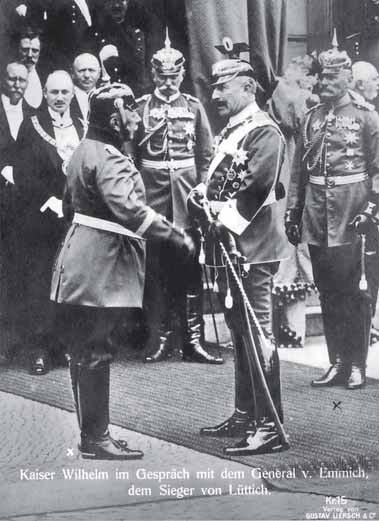
Kaiser Wilhelm II. bei der Einweihung, dritter von links ist Stadtdirektor Heinrich Tramm mit der Amtskette. Der Hinweis auf den Sieger von Lüttich in der Bildunterschrift ist ein späterer Zusatz.

Der Bettfedernfabrikant August Werner sowie der Kommerzienrat Siegmund Seligmann schenkten der Stadt Hannover die beiden Kaiserstatuen: Die mehr als 3 Meter hohen bronzenen Standbilder Kaiser Wilhelms I. und Wilhelms II. hatte der Berliner Bildhauer und Professor Adolf Brütt geschaffen. Sie waren seitlich der großen Treppe in der Zentralhalle aufgestellt und wurden später im Zweiten Weltkrieg für die Rüstungsproduktion eingeschmolzen.
Nach zwölfjähriger Bauzeit konnte das Neue Rathaus am 20. Juni 1913 im Beisein von Wilhelm II. eingeweiht werden. Der Baupreis betrug seinerzeit zehn Millionen Mark:

„Zehn Millionen Mark, Majestät – und alles bar bezahlt.“

Bei den Luftangriffen auf Hannover wurde das Gebäude stark beschädigt. 1946 wurde in der Rathaushalle das Land Niedersachsen proklamiert.
Im Erdgeschoss der Rathaushalle finden sich heute vier Stadtmodelle von Hannover, die die Entwicklung der Innenstadt darstellen. Sie zeigen das Stadtbild in der Barockzeit (1689), der Zeit vor dem Zweiten Weltkrieg (1939), nach den Kriegszerstörungen (1945) sowie im heutigen Zustand.
Zur Vorbereitung der 750-Jahr-Feier der Stadtgründung (1991) und als Forum zur aktiven Bürgerbeteiligung initiierten der damalige Oberbürgermeister Herbert Schmalstieg und Oberstadtdirektor Hinrich Lehmann-Grube 1988 den Verein Freundeskreis Hannover, der dann auch im Neuen Rathaus gegründet wurde.

Festmahl zur Einweihung des Neuen Rathauses 1913
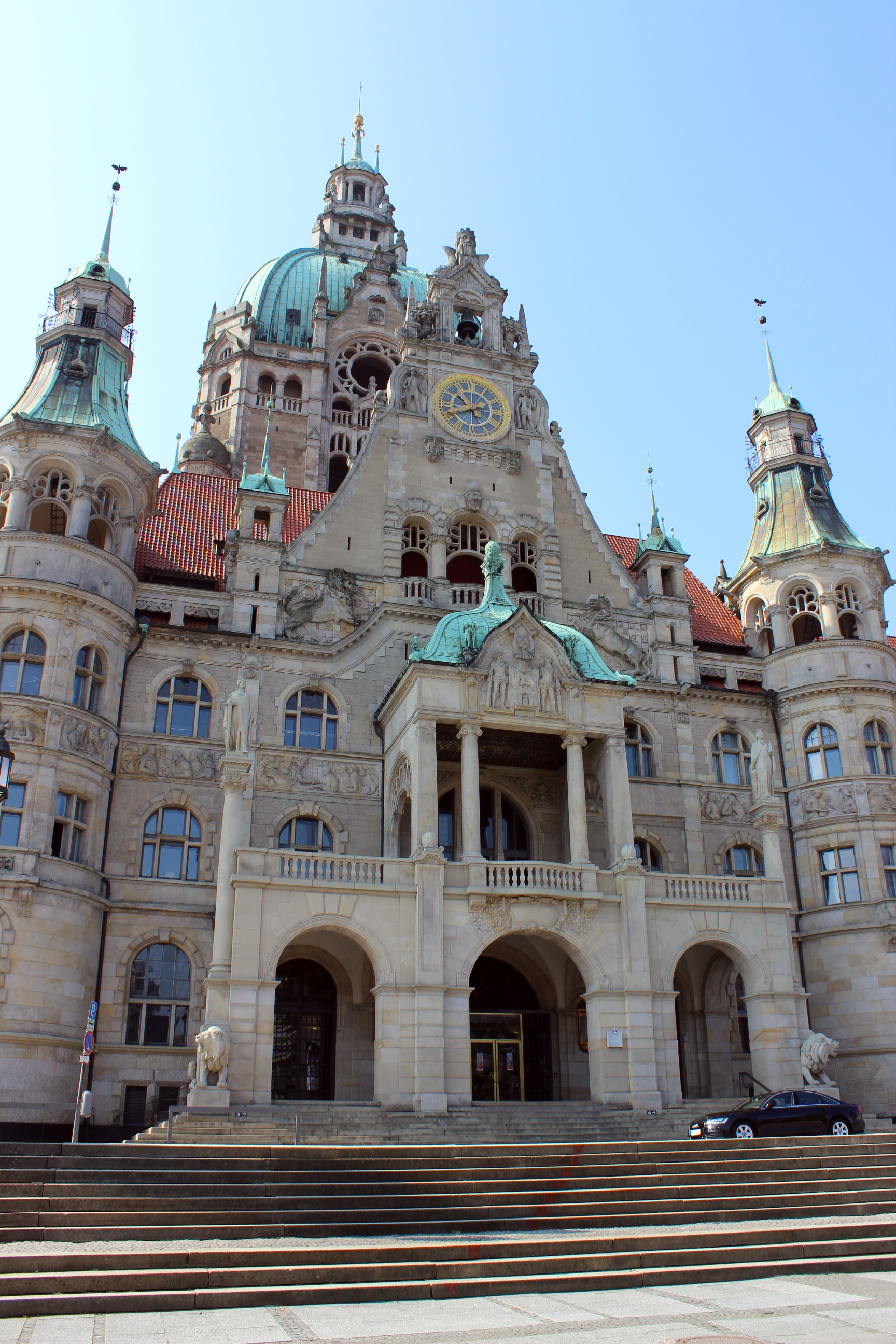
Portalbereich mit Giebel
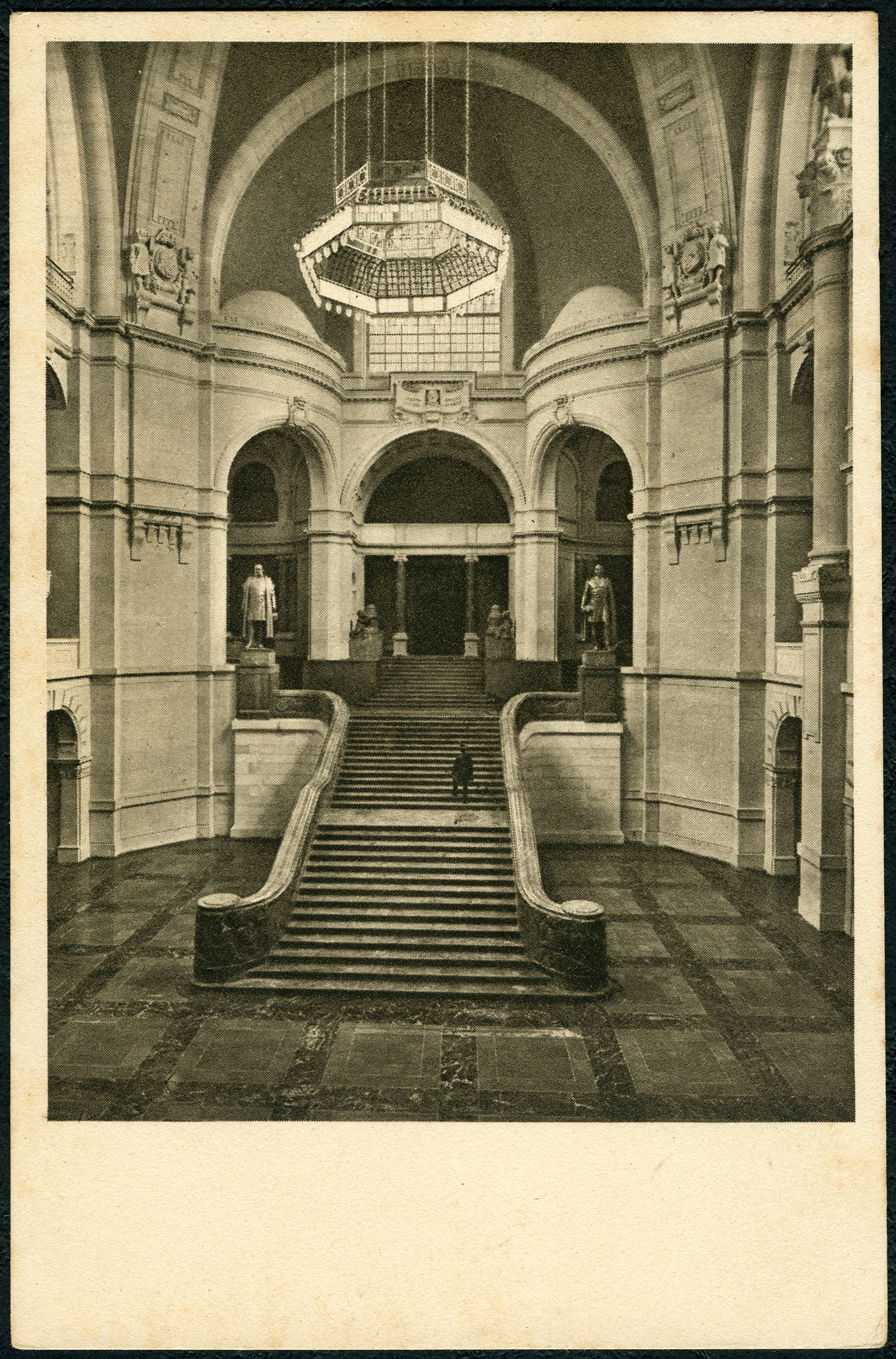
Die „Zentralhalle“ mit der Festtreppe von Gustav Halmhuber und den beiden Kaiserstandbildern von Adolf Brütt;Ansichtskarte Nr. 7 von Friedrich Astholz junior
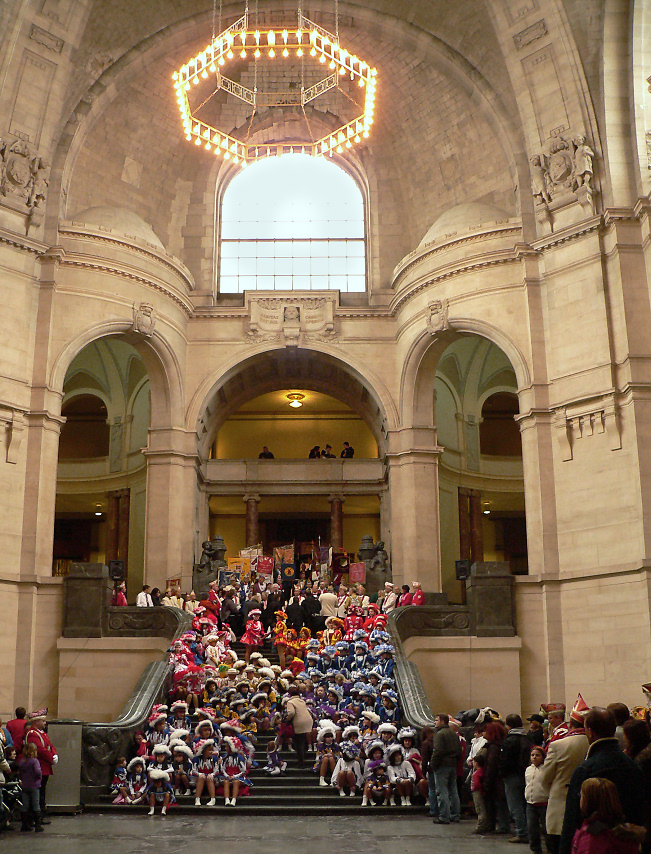
Eingangshalle bei der Erstürmung des Rathauses am 11.11. durch Karnevalisten
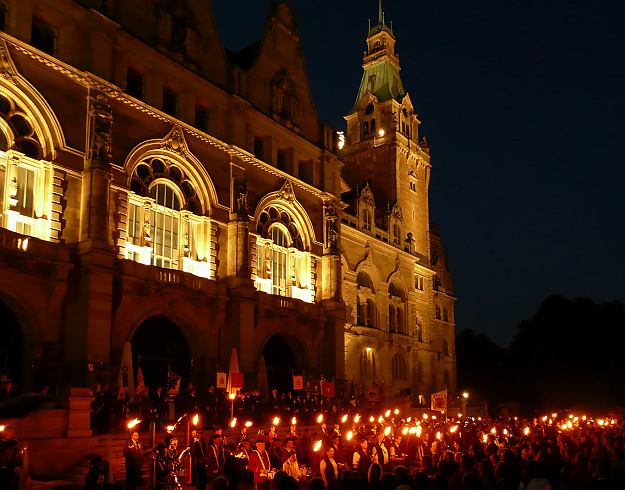
Zapfenstreich zum Schützenfestende hinter dem Neuen Rathaus (Südflügel)

## Rathauskuppel mit Aufzug

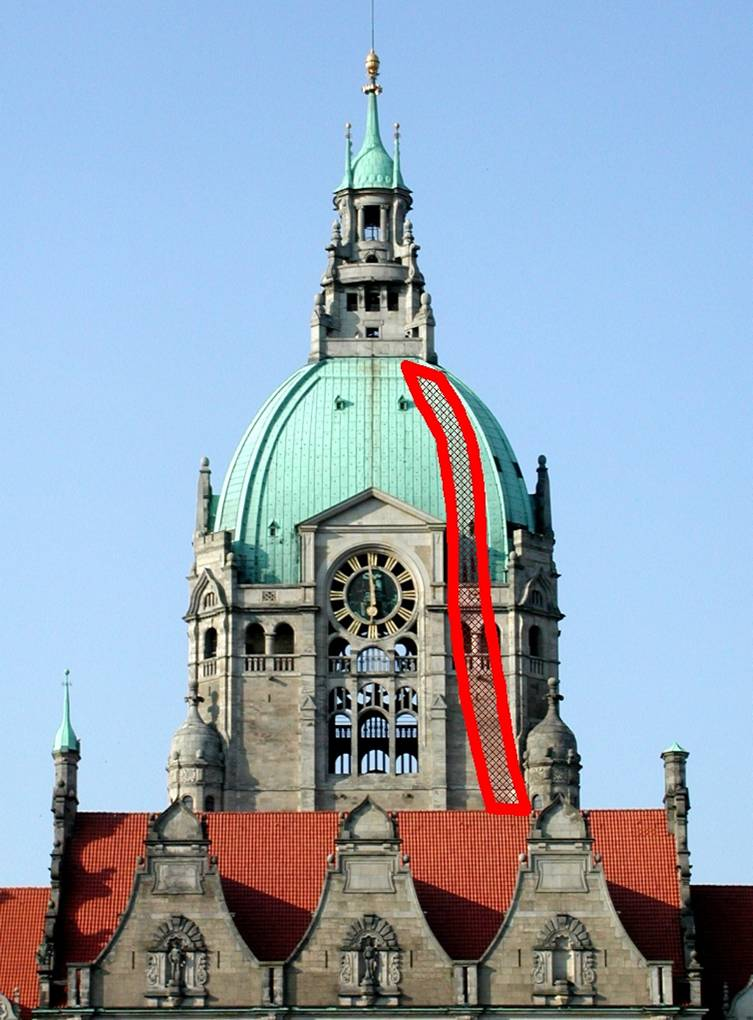
Rathauskuppel

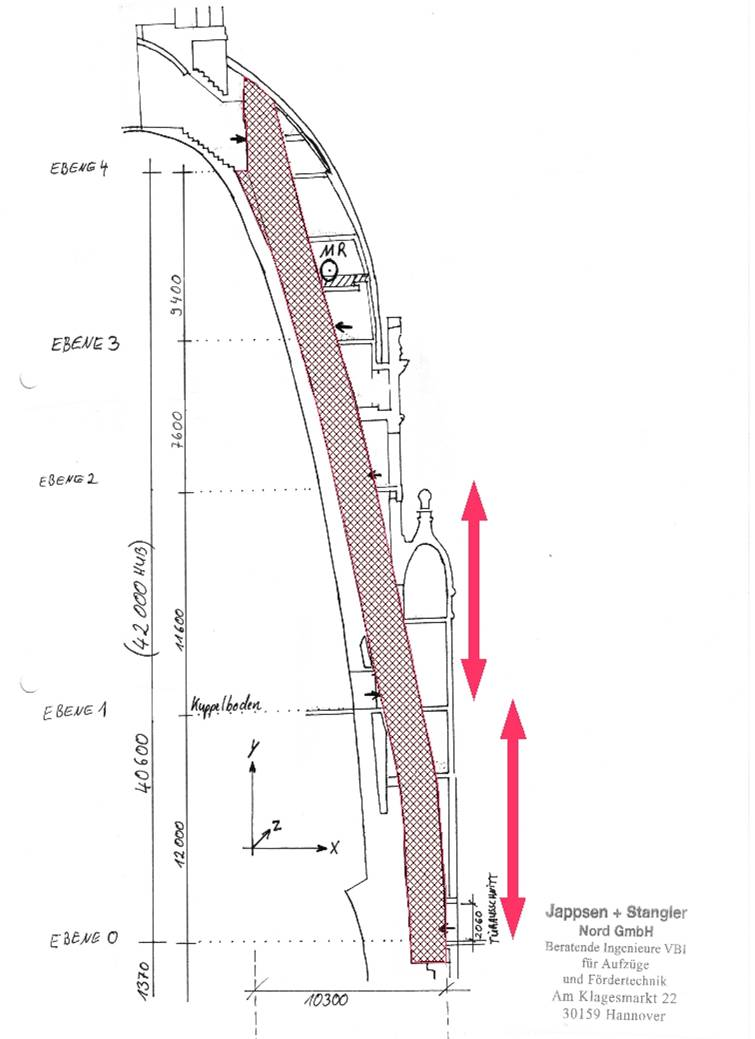
Plan der Aufzugsstrecke in der Kuppel

Die Höhe der Rathauskuppel mit ihrer Aussichtsplattform beträgt knapp 100 Meter (97,73 m). Einzigartig in Europa ist der Kuppelaufzug, der einen bogenförmigen (parabelförmig der Kuppel folgend) Fahrverlauf aufweist. Er wird oft fälschlicherweise als Schrägaufzug bezeichnet und mit denen im Eiffelturm verglichen, die dort aber nur schräg fahren, ohne die Neigung zu wechseln.
Der Aufzug wurde 1913 in Betrieb genommen. Der Fahrkorb wurde in dampfgebogenen Eichenschienen geführt. Die zwei Tragseile legen sich während der Fahrt nach unten auf drei Doppelrollen in der Schachtwand auf. Der Aufzug war witterungsbedingt im Winterhalbjahr nicht benutzbar. Vom Aufzugausstieg führt eine Wendeltreppe zu den Aussichtsebenen. Im Jahr 2005 besuchten über 90.000 Menschen den Rathausturm. Im Winterhalbjahr 2007/2008 wurde ein neuer Aufzug installiert; eine letzte Fahrt des alten Aufzuges fand am 4. November 2007 mit Oberbürgermeister Stephan Weil und an diesem Wochenende etwa 1.200 weiteren Personen statt. Der neue Kuppelaufzug wurde am 27. April 2008 in Betrieb genommen.
Seit seiner Erneuerung wird er bei der Stadtverwaltung und in den Medien auch als Bogenaufzug oder Bogenfahrstuhl bezeichnet. In einem Winkel von bis zu 17° steigt er in dem Schacht 50 Meter zur Kuppelgalerie, von wo bei guter Sicht der Harz gesehen werden kann. Dabei versetzt sich der Aufzug horizontal um über 8 Meter.

### Aufbau des Turmes
Oberhalb des Kellergewölbes befindet sich die zentrale Kuppel, in der die Stadtmodelle von Hannover ausgestellt sind. Auf dieser Kuppel ist eine Zwischendecke, in der der Kronleuchteraufzug installiert ist. Oberhalb der Deckenplatte erstreckt sich eine weitere Kuppel und zwei nach allen Seiten offene Umläufe mit der Innengröße 21 m × 21 m × 30 m Höhe. In dieser zweiten Kuppel ist eine nach Süden gerichtete Uhr untergebracht. Die vom Trammplatz sichtbare Uhr befindet sich im nördlichen Dachstuhl. Erst oberhalb dieser Kuppel befindet sich die mit dem Fahrstuhl zu erreichende Spindeltreppe zu den Aussichtsebenen.

Zwischenboden
Zweite Kuppel
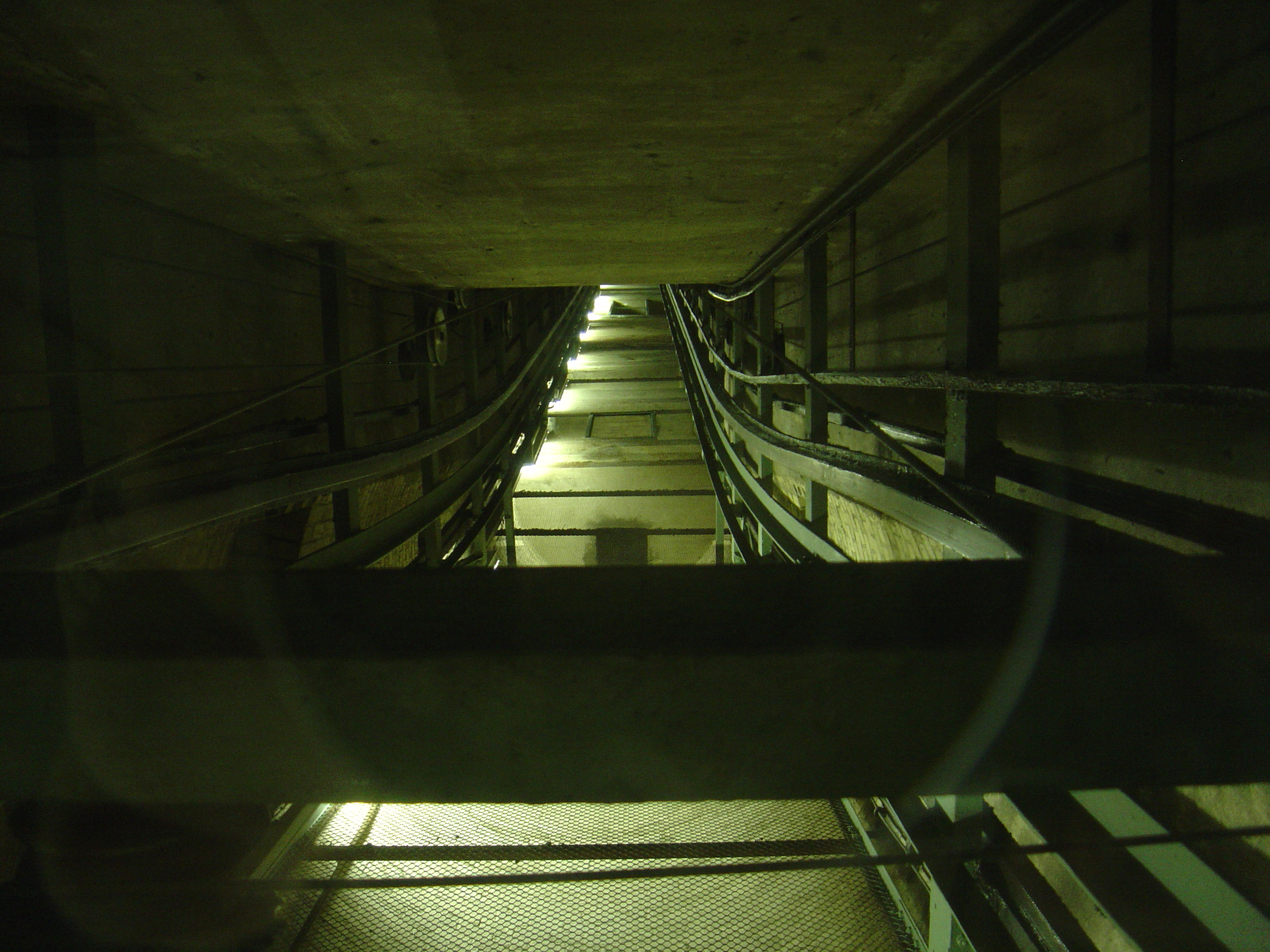
Schacht des Kuppelaufzugs